# 粥川準二
粥川 準二（かゆかわ じゅんじ、1969年5月10日 - ）は、日本の研究者、サイエンスライター。叡啓大学の准教授。

## 経歴
1969年生まれ、愛知県出身。ライター・編集者・翻訳者。「ジャーナリスト」とも「社会学者」とも呼ばれる。大学卒業後、3年ほどの編集者をへて、1996年よりフリーライター。科学技術や医療問題などを専門とした。2021年度より叡啓大学ソーシャルシステムデザイン学部ソーシャルシステムデザイン学科。国士舘大学、明治学院大学、日本大学非常勤講師。2010年「幹細胞を貫く権力 生・資本のなかの人間」で明治学院大学博士（社会学）。
2016年 - 2019年、毎日新聞の夕刊紙面ナビゲートに月1回コラムを連載。

## 著書

### 単著
- 『人体バイオテクノロジー』（宝島社新書 2001 ISBN 4796623035）
- 『資源化する人体』あべゆきえ 絵 (FOR BEGINNERS SCIENCE)（現代書館 2002 ISBN 4768412092）
- 『クローン人間』（光文社新書 2003 ISBN 4334031803）
- 『トコトンやさしい バイオとゲノムの本』（B&Tブックスー今日からモノ知りシリーズ）（日刊工業新聞社 2003 ISBN 4526051861）
- 『バイオ化する社会「核時代」の生命と身体』（青土社 2012 ISBN 4791766431）
- 『ゲノム編集と細胞政治の誕生』（青土社 2018 ISBN 4791770730）

### 共著
- 『教えて!科学本 今と未来を読み解くサイエンス本100冊』斉藤勝司,荒舩良孝,宇津木聡史共著（洋泉社、2011）

### 翻訳
- ビル・モイヤーズ 編『有毒ゴミの国際ビジネス』山口剛 共訳. 技術と人間, 1995.9
- エドワード・テナー『逆襲するテクノロジー なぜ科学技術は人間を裏切るのか』山口剛共訳. 早川書房, 1999.3
- アドリアナ・ペトリーナ『曝された生 チェルノブイリ後の生物学的市民』監修, 森本麻衣子,若松文貴訳. 人文書院, 2016.1